# Battesimo di Cristo (Elisabetta Sirani)
Battesimo di Cristo è un dipinto della pittrice italiana Elisabetta Sirani, realizzato nel 1658 e ubicato nella Chiesa di San Girolamo della Certosa a Bologna.
Questa tela, pezzo unico dalle grandiose dimensioni, rappresentò il debutto pubblico della pittrice e il suo ingresso "ufficiale" nel mondo dell'arte. Ritenuta un suo capolavoro per differenti caratteristiche, presenta un forte distacco dalla tradizione a favore dell'estro dell'artista, che non si sarebbe più impegnata nel realizzare opere di tali proporzioni.

## Storia
Nel 1657 la diciannovenne Elisabetta Sirani fu la vincitrice di un prestigioso concorso destinato a commissionarle un dipinto sul battesimo di Cristo, per la Chiesa di San Girolamo della Certosa.
Secondo il libro P del Convento Crespi, dichiarò il 28 febbraio che avrebbe consegnato entro due anni il dipinto, citato dalla storiografia artistica di Bologna da Antonio Masini in poi.
Alla fine concluse l'opera in un anno e ricevette in compenso mille lire.

## Descrizione
La commissione per un luogo di così grande considerazione nella Bologna dell'epoca fu occasione di stimolo per la pittrice, che in tal modo si mise a confronto con la tela che il padre realizzò sei anni prima sullo stesso episodio evangelico, oggi esposta di fronte a quella di Elisabetta.
In opposizione all'ufficialità classicista del genitore, l'artista compose una scena in cui i personaggi sono disposti con fare barocco attorno il Cristo e Giovanni Battista, posti al centro e sulle rive del Giordano. Vediamo infatti che il Battista è in posizione stante, mentre Cristo è piegato sulle ginocchia, ha la testa reclinata e le braccia incrociate in corrispondenza del petto. A sinistra due angeli si preparano a coprire il battezzato con un telo e dietro di loro vediamo una folla di popolani.
Questa rielaborazione è una conseguenza della sensibilità propria dell'artista, che in tal modo creò un'opera dal tono meno statico e più intimo. A ciò contribuisce anche la stesura delicata degli intensi colori, attraverso libere ma corpose pennellate, che rimanda a un uso cromatico neoveneto dando luogo a una serie di vibranti effetti di luce.
Dal punto di vista compositivo vediamo un'attenzione particolare nell'imprimere il senso di profondità nella tela, che acquisisce un'identità barocca per la moltitudine di personaggi, disposti su vari piani, e per la presenza delle nubi. Soffermandosi proprio sulle nuvole, possiamo vedere a livello intermedio una colomba affiancata da due angeli e superiormente vi è Dio attorniato da altri due angeli che gli liberano la via.
Posta centralmente e in basso vi è la firma dell'artista "ELISABETTA SIRANI F. MDCLVIII", che probabilmente non è la prima apposta sul dipinto, in quanto emerse, durante un restauro, una sottostante e più piccola. Risalirono alla luce anche alcuni pentimenti, dovuti al fatto che la pittrice, nonostante avesse eseguito un disegno preparatorio (come suo solito effettuato in "un battibaleno [...] e ad acquerello"), rimaneggiò il lavoro direttamente sulla tela.

### L'Autoritratto come santina
Un autoritratto di Elisabetta era visibile nelle modeste vesti di santina carmelitana nella parte sinistra del dipinto, che con fare fiducioso rivolge lo sguardo al cielo. Tuttavia, col tempo rimase di questo dettaglio solamente il volto, riconosciuto da una scritta ottocentesca sul retro della tela e in seguito ritagliato e ridipinto. In origine, l'autoritratto a figura intera misurava 220×76 cm.
Nei suoi appunti, Nota delle pitture fatte da me Elisabetta Sirani, la pittrice lo citò così: "Un quadro grandissimo per li Padri della Certosa, entro il quale vi è il Battezzo di Christo nel Giordano: e le due Santine che vanno dalle bande in sua compagnia, e in una di queste è il mio ritratto, cioè quella che guarda al Cielo". Ad oggi, nell'originario dipinto monumentale, al posto dell'autoritratto si trova la raffigurazione di un beato certosino attribuita a Marco da Venezia. Il ritratto di una seconda santina, invece, rimane ancora integro: è Rosellina di Villeneuve (1263-1329), presentata da un'iscrizione latina a caratteri capitali.